# Gare de Saint-Sever (Calvados)
Pour les articles homonymes, voir Gare de Saint-Sever.
La gare de Saint-Sever (Calvados) est une ancienne gare ferroviaire française de la ligne d'Argentan à Granville, située sur le territoire de la commune de Saint-Sever-Calvados, dans le département du Calvados, en région Normandie.
C'était une halte de la Société nationale des chemins de fer français (SNCF) desservie par les trains du réseau TER Normandie.

## Situation ferroviaire
Établie à 184 m d'altitude, la halte de Saint-Sever est située au point kilométrique (PK) 87,622 de la ligne d'Argentan à Granville, entre les gares ouvertes de Vire et de Villedieu-les-Poêles. Autrefois, avant ces deux précédentes gares se trouvaient les gares de Mesnil-Clinchamps et de Saint-Aubin.

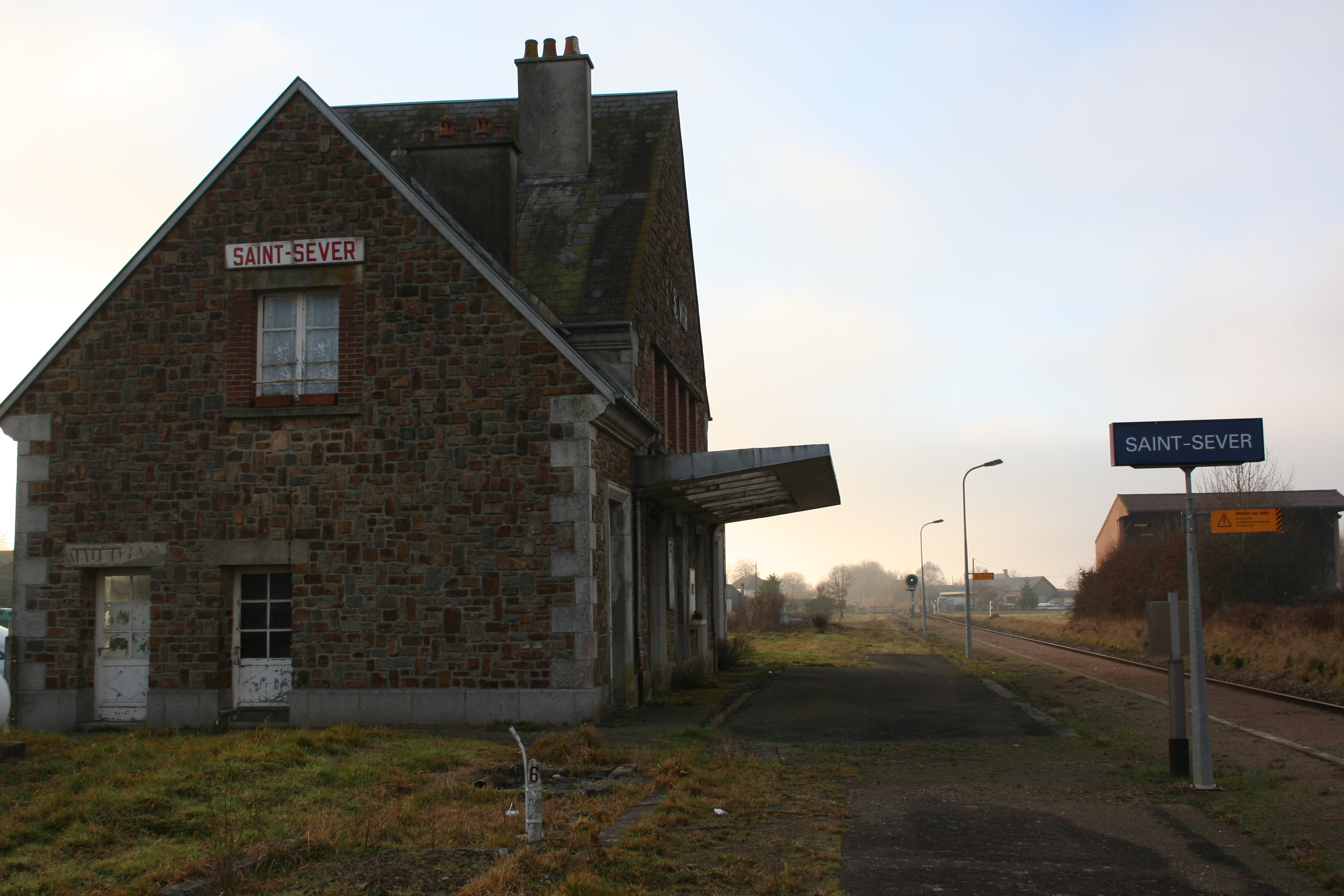
Vue en direction de Granville.

## Histoire
Elle est mise en service le 3 juillet 1870 avec l'ouverture de la voie entre la gare de Vire et la gare de Granville. Le bâtiment voyageurs existe toujours mais il est désaffecté.

## Service des voyageurs

### Accueil
Arrêt Routier  SNCF, c'était un point d'arrêt non géré (PANG) à entrée libre. Elle était équipée d'un quai latéral nommé « A IMPAIR », et d'une voie nommée « 1 », qui dispose d'une longueur totale de 190 m.

### Desserte

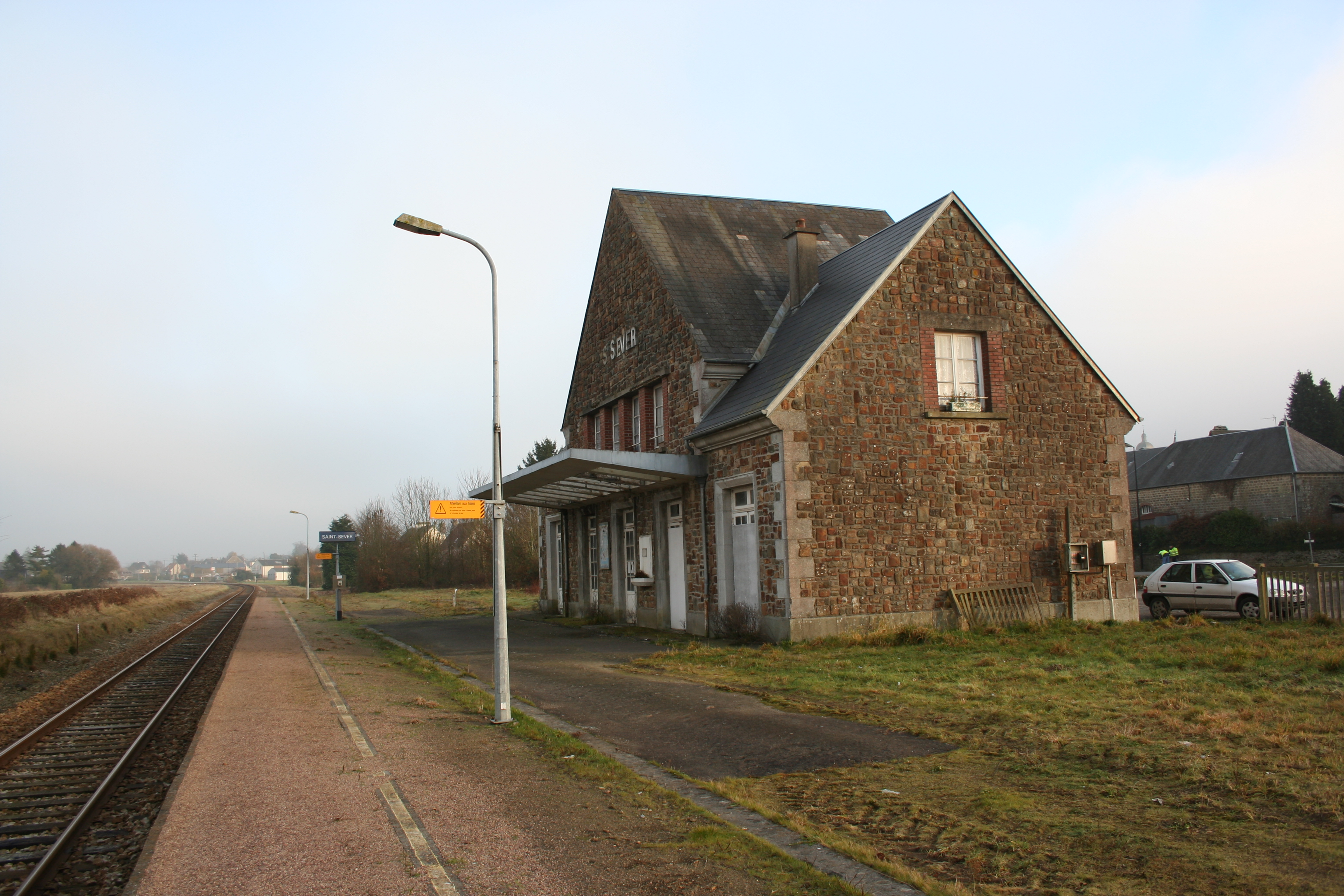
Vue en direction d'Argentan.

En 2012, la halte est desservie par la ligne commerciale Dreux - Argentan - Granville (TER Normandie), les trajets étant assurés par des autorails X 4750.

## Fréquentation
De 2015 à 2019, selon les estimations de la SNCF, la fréquentation annuelle de la gare s'élève aux nombres indiqués dans le tableau ci-dessous.
| Année     | 2015 | 2016 | 2017 | 2018 | 2019 |
| --------- | ---- | ---- | ---- | ---- | ---- |
| Voyageurs | 341  | 78   | 75   | 76   | 48   |